# Oliver Masucci

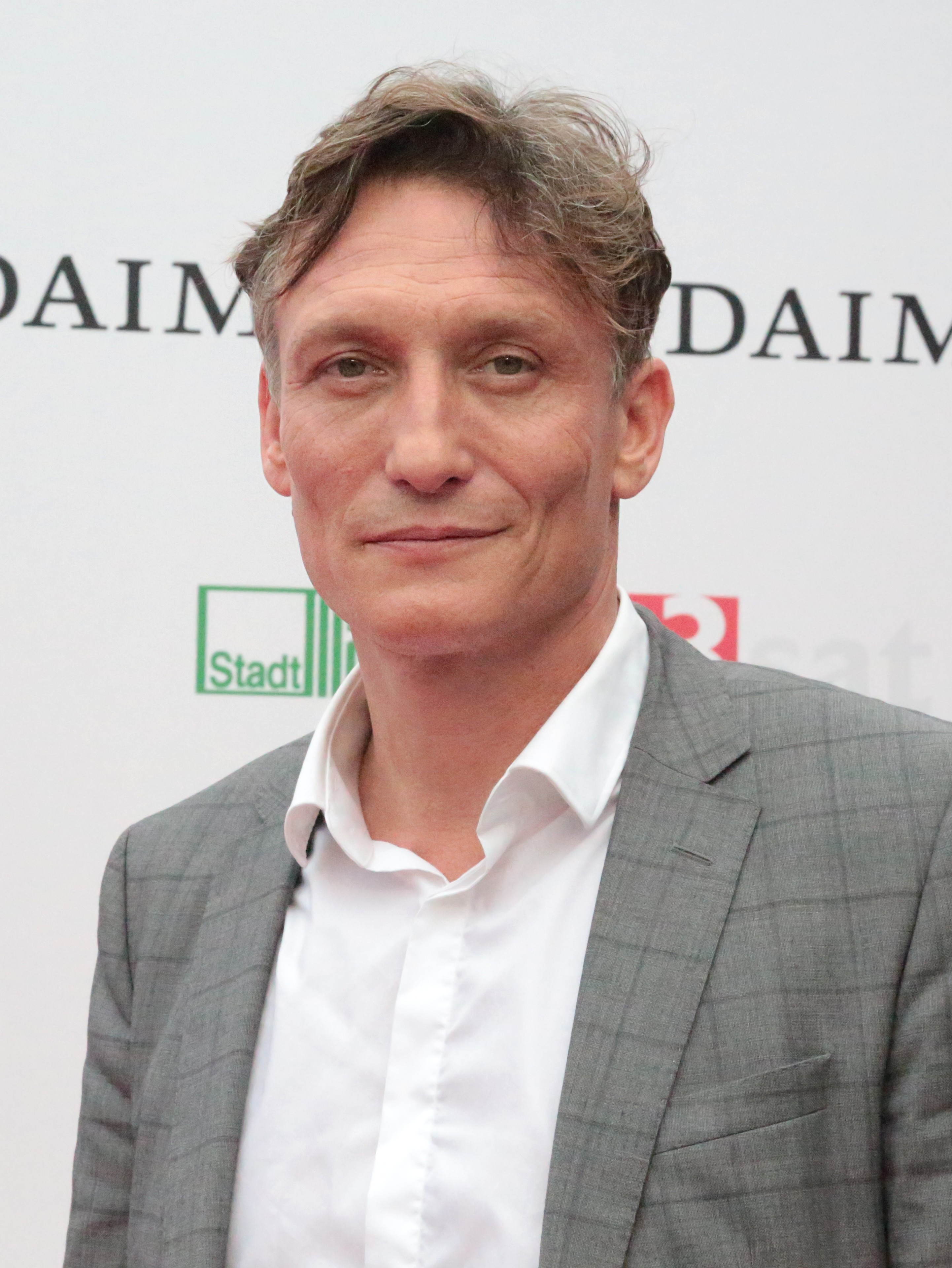
Oliver Masucci beim Grimme-Preis 2018

Oliver Masucci (* 6. Dezember 1968 in Stuttgart) ist ein deutscher Schauspieler. Von 2009 bis 2016 gehörte er dem Ensemble des Wiener Burgtheaters an. Im Jahr 2021 erhielt er für die Titelrolle in dem Kinofilm Enfant Terrible den Deutschen Filmpreis.

## Leben

### Herkunft und Ausbildung
Masucci besuchte gemeinsam mit dem Schauspieler Joachim Kretzer das Ernst-Moritz-Arndt-Gymnasium Bonn und studierte von 1990 bis 1994 an der Hochschule der Künste Berlin. Sein Vater ist Italiener, seine Mutter Deutsche. Die Familie betrieb mehrere Restaurants in Bonn, u. a. die Gastronomie des HTC Schwarz-Weiß Bonn. 

### Schauspielerische Laufbahn
Neben zahlreichen Theaterrollen wurde er vor allem durch seine Rolle als „Ares de Saintclair“ in dem Film Das Blut der Templer bekannt, der im Dezember 2004 zum ersten Mal im Fernsehen lief. Der Kurzfilm Die rote Jacke (2002) unter der Regie von Florian Baxmeyer gewann den „Studenten-Oscar“ der Academy Awards und wurde somit automatisch für den großen Bruder „Oscar“ nominiert.
Seine schauspielerische Laufbahn führte ihn von Basel (1995) über das Deutsche Schauspielhaus in Hamburg (1996–2002), die Münchener Kammerspiele (2001), das Schauspiel Hannover (2000–2005), das Schauspielhaus Bochum (2003–2005), das Schauspielhaus Zürich (2005–2009) und die Salzburger Festspiele (1999 und 2007) schließlich an das Wiener Burgtheater. Er war im Schauspielhaus Zürich in Major Barbara sowie Vorstellungen und Instinkte und im Schauspiel Hannover in Iwanow sowie Fettes Schwein und zudem am Theater Basel in Endstation Sehnsucht zu sehen.
Ab 2009 war er am Burgtheater festes Ensemblemitglied und spielte dort in gefeierten Inszenierungen wie Krieg und Frieden, Solaris, Die Ahnfrau und Das trojanische Pferd jeweils Hauptrollen. 
Als Adolf Hitler ist er in der deutschen Filmkomödie Er ist wieder da des Regisseurs David Wnendt aus dem Jahr 2015 zu sehen. Die Literaturverfilmung basiert auf dem gleichnamigen Bestseller-Roman des Autors Timur Vermes. Für diese Rolle musste er 26 Kilogramm zunehmen und wurde 2016 für den Deutschen Filmpreis nominiert.
In der TV-Trilogie Winnetou – Der Mythos lebt spielte er „Ugly Joey“, im Fernsehkrimi Berlin Eins den Gangster Viktor Parkov. Im Medienthriller Die vierte Gewalt (2016) war er als Chefredakteur Jens Weisshaupt zu sehen. 2016 drehte er mit Florian Henckel von Donnersmarck den Kinofilm Werk ohne Autor und mit Sherry Hormann an der Seite von Katja Riemann den zweiteiligen Politthriller Tödliche Geheimnisse.
2017 wurde durch seine Rolle in der weltweit veröffentlichten Netflix-Serie Dark ein breites internationales Publikum auf ihn aufmerksam. In Enfant Terrible, einem Biopic von Oskar Roehler über Rainer Werner Fassbinder, das im Herbst 2020 im Kino lief und am 12. März 2021 auf BluRay, DVD und als Stream erschien, stellt Masucci Fassbinder dar. Für seine Rollen in Enfant Terrible und Schachnovelle erhielt er im April 2021 den Bayerischen Filmpreis. Im selben Jahr erhielt Masucci für Enfant Terrible den Deutschen Filmpreis zuerkannt.
Oliver Masucci ist Mitglied der Deutschen Filmakademie. 2023 veröffentlichte Masucci mit „Träumertänzer: ein Gastarbeitermärchen“ seine Autobiographie.

### Privates
Masucci ist mit der Journalistin Tanit Koch liiert 
und hat drei Kinder.

## Werk

### Filmografie (Auswahl)
- 1992: Andy (Fernsehfilm)
- 1994–1995: Die Wache (Fernsehserie, verschiedene Rollen, 2 Folgen)
- 1995: Stadtklinik (Fernsehserie, 1 Folge)
- 1996: Kommissare Südwest (Fernsehserie, 1 Folge)
- 1997: Einsatz Hamburg Süd (Fernsehserie, Folge Semas Rache)
- 1998: A.S. – Gefahr ist sein Geschäft (Fernsehserie)
- 1998: Im Namen des Gesetzes (Fernsehserie)
- 1999: Schwarz greift ein (Fernsehserie, Folge Schlag auf Schlag)
- 2001: Die Manns – Ein Jahrhundertroman (Fernseh-Dreiteiler)
- 2002: Madrid
- 2002: Die rote Jacke (Kurzfilm)
- 2004: Das Blut der Templer (Fernsehfilm)
- 2005: SOKO Köln (Fernsehserie, Folge Santa Mortale)
- 2005: SK Kölsch (Fernsehserie, Folge Der Fan)
- 2006: Zwei zum Fressen gern (Fernsehfilm)
- 2009: Vulkan (Fernsehfilm)
- 2010: Alarm für Cobra 11 – Die Autobahnpolizei (Fernsehserie)
- 2011: Was ihr wollt (Fernsehfilm)
- 2015: Er ist wieder da
- 2015: Mordkommission Berlin 1 (Fernsehfilm)
- 2016: Die vierte Gewalt (Fernsehfilm)
- 2016: Tatort: Zahltag (Fernsehreihe)
- 2016: Tödliche Geheimnisse: Tödliche Geheimnisse (Fernsehreihe)
- 2016: Polizeiruf 110: Sumpfgebiete (Fernsehreihe)
- 2016: Winnetou – Der Mythos lebt (Fernseh-Dreiteiler, Teil 1)
- 2017: Tödliche Geheimnisse: Jagd in Kapstadt
- 2017–2018: 4 Blocks (Fernsehserie, 10 Folgen)
- 2017–2020: Dark (Fernsehserie, 26 Folgen)
- 2018: Spielmacher
- 2018: HERRliche Zeiten
- 2018: Dengler: Fremde Wasser (Fernsehreihe)
- 2018: Werk ohne Autor
- 2018: Lysis
- 2019: Ein Dorf wehrt sich
- 2019: Der Auftrag
- 2019: SCHULD nach Ferdinand von Schirach (Fernsehserie, Folge Der Freund)
- 2019: Preis der Freiheit (Fernseh-Dreiteiler)
- 2019: Play
- 2019: Als Hitler das rosa Kaninchen stahl
- 2020: Enfant Terrible
- 2021: Tribes of Europa (Fernsehserie)
- 2021: The Girlfriend Experience (Fernsehserie)
- 2021: Schachnovelle
- 2022: Phantastische Tierwesen: Dumbledores Geheimnisse (Fantastic Beasts: The Secrets of Dumbledore)
- 2022: Day Shift
- 2023: German Crime Story: Gefesselt (Fernsehserie)
- 2023: Der Schwarm (Fernsehserie)
- 2023: The Palace
- 2023: Eine Billion Dollar (Fernsehserie)
- 2024: Herrhausen – Der Herr des Geldes (Fernsehvierteiler)
- 2024: Bad Director
- 2024: Woodwalkers
- 2025: The German

### Theater
- 1994: Macbeth von William Shakespeare (Theater Basel); Regie: Uwe Laufenberg
- 1999: Schlachten von Tom Lanoye (Salzburger Festspiele, Schauspielhaus Hamburg); Regie: Luk Perceval
- 2003–2012: 1979 von Christian Kracht (Schauspiel Bochum, Schauspielhaus Zürich, Burgtheater Wien); Regie: Matthias Hartmann
- 2007: Stanley Kowalski in Endstation Sehnsucht von Tennessee Williams (Schauspielhaus Basel); Regie: Christina Paulhofer
- 2007: Bassanio in Der Kaufmann von Venedig von William Shakespeare (Schauspielhaus Zürich); Regie: Stefan Pucher
- 2007: Der Löwe in Ein Sommernachtstraum von William Shakespeare (Salzburger Festspiele, Schauspielhaus Zürich); Regie: Christian Weise
- 2008: Xerxes in Die Perser von Aischylos (Schauspielhaus Zürich); Regie: Stefan Pucher
- 2008: Danny in Motortown von Simon Stephens (Schauspielhaus Zürich); Regie: Samir
- 2009: Major Barbara von George Bernard Shaw (Schauspielhaus Zürich); Regie: Peter Zadek
- 2009: Merkur in Amphitryon / Heinrich von Kleist (Schauspielhaus Zürich, Akademietheater Wien); Regie: Matthias Hartmann
- 2009: Enobarbus in Antonius und Cleopatra (Burgtheater Wien); Regie: Stefan Pucher
- 2010: Cridle in Die heilige Johanna der Schlachthöfe / Bertolt Brecht (Burgtheater Wien); Regie: Michael Thalheimer
- 2010: Antonio in Was ihr wollt / William Shakespeare (Burgtheater Wien); Regie: Matthias Hartmann
- 2010: Krieg und Frieden / nach Tolstoi / (Burgtheater Wien) Regie: Matthias Hartmann
- 2011: Dr. Filitz in Professor Bernhardi / Arthur Schnitzler (Burgtheater Wien); Regie: Dieter Giesing
- 2011: Kelvin in Solaris / Stanislav Lem (Burgtheater Wien); Regie: Alexander Wiegold
- 2012: Dr. Carlos Conde in Nach der Oper. Würgeengel; Regie: Martin Wuttke
- 2012: Achilleus in Das trojanische Pferd (Burgtheater Wien); Regie: Matthias Hartmann
- 2013: Hauptmann in Die Marquise von O.... / Ferdinand Bruckner / Burgtheater Wien; Regie: Yannis Houvardas
- 2024: Severus Snape in Harry Potter und das verwunschene Kind (Hamburg); Regie: Eric Lomas[12]

### Bücher
- Träumertänzer. Ein Gastarbeitermärchen. Lübbe Life, Köln 2023, ISBN 978-3-431-07048-4.